# 丹達EH足球會
丹達EH足球會（F.C.V. Dender E.H.；簡稱丹達）是一家比利時的職業足球會，位於登德爾萊烏，成立於1935年，目前於比利時頂級聯賽的比利時職業聯賽中角逐。

## 球隊榮譽
- 比利時足球乙級聯賽 / 比利時挑戰者職業聯賽（第二級）
  - 冠軍：2006–07
  - 亞軍：2023–24

- 比利時全國甲組聯賽（英语：Belgian National Division 1）（第三級）
  - 冠軍：2005–06, 2021–22

## 外部連結
- FCV Dender at UEFA.COM
- FCV Dender 的存檔，存档日期13 February 2010. at EUFO.DE
- FCV Dender at Weltfussball.de
- FCV Dender at Football Squads.co.uk
- FCV Dender at National Football Teams.com
- FCV Dender at Football Lineups.com
- 丹達EH足球會的X（前Twitter）